# 建瓯站
27°01′37″N 118°17′22″E / 27.02694°N 118.28944°E
建瓯站是一个横南线上的铁路车站，位于福建省建瓯市芝城镇，建于1996年，目前为三等站，邮政编码为353100。目前客运：办理旅客乘降；行李、包裹托运；货运：办理整车货物发到。